# Rejon teofipolski
Rejon teofipolski – jednostka administracyjna wchodząca w skład obwodu chmielnickiego Ukrainy.
Rejon utworzony w 1959 z części obszaru dawnego powiatu starokonstantynowskiego oraz ostrogskiego. Ma powierzchnię 710 km² i liczy około 27 tysięcy mieszkańców. Siedzibą władz rejonu jest Teofipol.
Na terenie rejonu znajdują się 2 osiedlowe rady i 22 silskie rady, obejmujące w sumie 53 miejscowości.

## Miejscowości rejonu
- (Антонівка)
- Bazalia (Базалія)
- Bereżyńce[2]
- (Борщівка)
- (Червона Дубина)
- (Червоне)
- (Червоний Случ)
- Czołhazów (Човгузів)
- Dymitrówka (Дмитрівка)
- (Гаврилівка)
- Halczyńce[3] (Гальчинці)
- (Ільківці)
- (Єлизаветпіль)
- Karabijówka (Карабіївка)
- (Караїна)
- (Колісець)
- Kołki(inne języki)[4] (Колки)
- Korowje (Коров'є)
- (Котюржинці)
- (Кривовілька)
- (Кузьминці)
- Kuncza (Кунча)
- (Ленінське)
- (Лисогірка)
- (Лідихівка)
- (Лютарівка)
- (Майдан-Петрівський)
- (Малий Лазучин)
- (Малі Жеребки)
- (Мар'янівка)
- (Медисівка)
- (Михиринці)
- (Михнівка)
- Niemierzyńce[5][6] (Немиринці)
- (Новоіванівка)
- Nowostawce[7] (Новоставці)
- (Олійники)
- (Ординці)
- (Поляхова)
- (Рідка)
- (Романів)
- (Строки)
- Szybenna (Шибена)
- Światec (Святець)
- Teofipol (Теофіполь)
- (Троянівка)
- Turówka[8] (Турівка)
- (Василівка)
- (Великий Лазучин)
- (Вовківці)
- (Волиця)
- (Волиця-Польова)
- Woronowce[9] (Воронівці)
- (Улянове)
- Zarudzie[10] (Заруддя)